# Raymond Broger

Raymond Broger (1971)

Raymond Broger (* 24. Oktober 1916 in Appenzell; † 26. Februar 1980 ebenda) war ein Schweizer Politiker (CVP).

## Leben
Der Sohn des Stickereifabrikanten Emil Broger und seiner Frau Josefina studierte Rechtswissenschaften an den Universitäten Zürich, Bern und Freiburg. 1945 eröffnete er eine Anwaltskanzlei in Appenzell. 1951 promovierte er zum Dr. iur. in Freiburg. Broger war bekannt für seine witzigen und humorigen Texte. Von 1956 bis 1972 war er Redakteur beim Appenzeller Volksfreund.

## Politik

Raymond Broger

Broger war Mitglied der Christlichdemokratischen Volkspartei der Schweiz (CVP). Von 1954 bis 1960 war er regierender Hauptmann des Bezirks Appenzell. 1960 wurde er in die Standeskommission des Kantons Appenzell Innerrhoden gewählt, der er zunächst als Landesfähnrich angehörte und von 1966 bis zu seinem Tod als Landammann vorstand. 1972 wurde er zum Ombudsmann der schweizerischen Privatversicherungen berufen. Von 1964 an gehörte er dem Nationalrat an, ab 1971 dem Ständerat. Dort war er u. a. Präsident der aussenpolitischen Kommission und Mitglied der UNO-Kommission.

## Auszeichnungen
Am 29. Januar 1977 erhielt Raymond Broger in Aachen als 28. «Ritter» in der Karnevalssitzung den Orden wider den tierischen Ernst für seine humoristischen Einlagen im Ständerat.